# Citroën-Kégresse P1T
La Citroën-Kégresse P1T (ou K1) est un semi-chenillé français des années 1920. Il est basé sur la modification d'une Citroën B2 avec un propulseur Kégresse-Hinstin, à chenilles en caoutchouc. Elle a eu un usage à la fois civil et militaire.

## Désignation
Initialement désignée K1 (pour Kégresse), elle est désignée également P1T, le P signifiant propulseur et le T traction.

## Conception

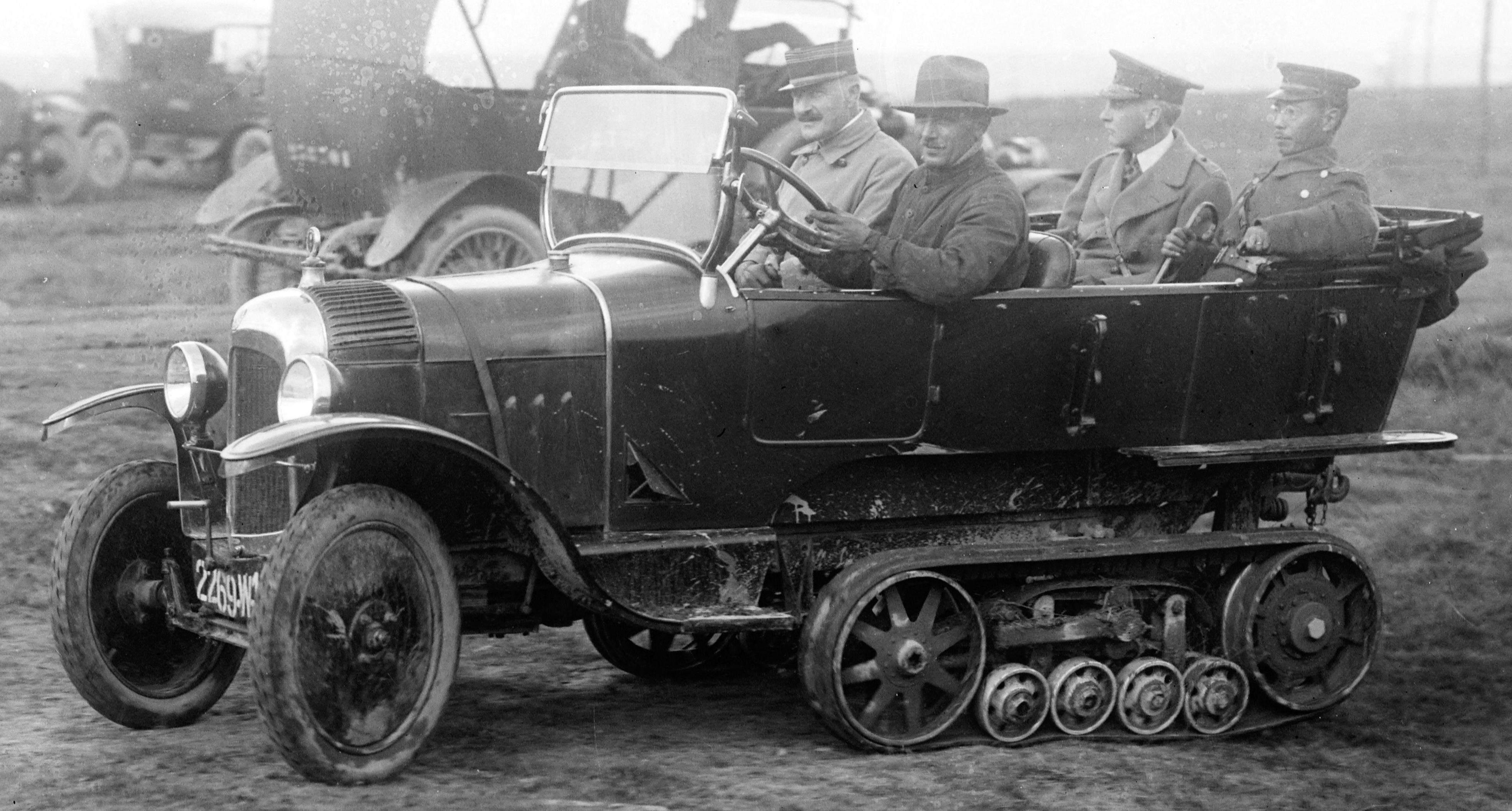
Une P1T testée par l'Armée française en septembre 1922.

Le moteur est le Citroën type B2 à quatre cylindres de 68 × 100 mm, donnant une cylindrée 1 452 cm3. Il a une puissance de 20 ch,.
La carrosserie de base est de type « camionnette », avec la possibilité de transporter deux passagers à l'arrière sur une banquette amovible et deux personnes à l'avant.
Le propulseur est à entraînement négatif : la poulie motrice est à l'arrière du propulseur et entraîne la chenille, tendue par la poulie avant. Le poids du véhicule ne s'applique pas sur une seule roue mais est réparti sur les quatre (trois initialement) galets intermédiaires par un balancier. Un type neige est développé, avec des chenilles plus larges.

## Service

### Expéditions africaines

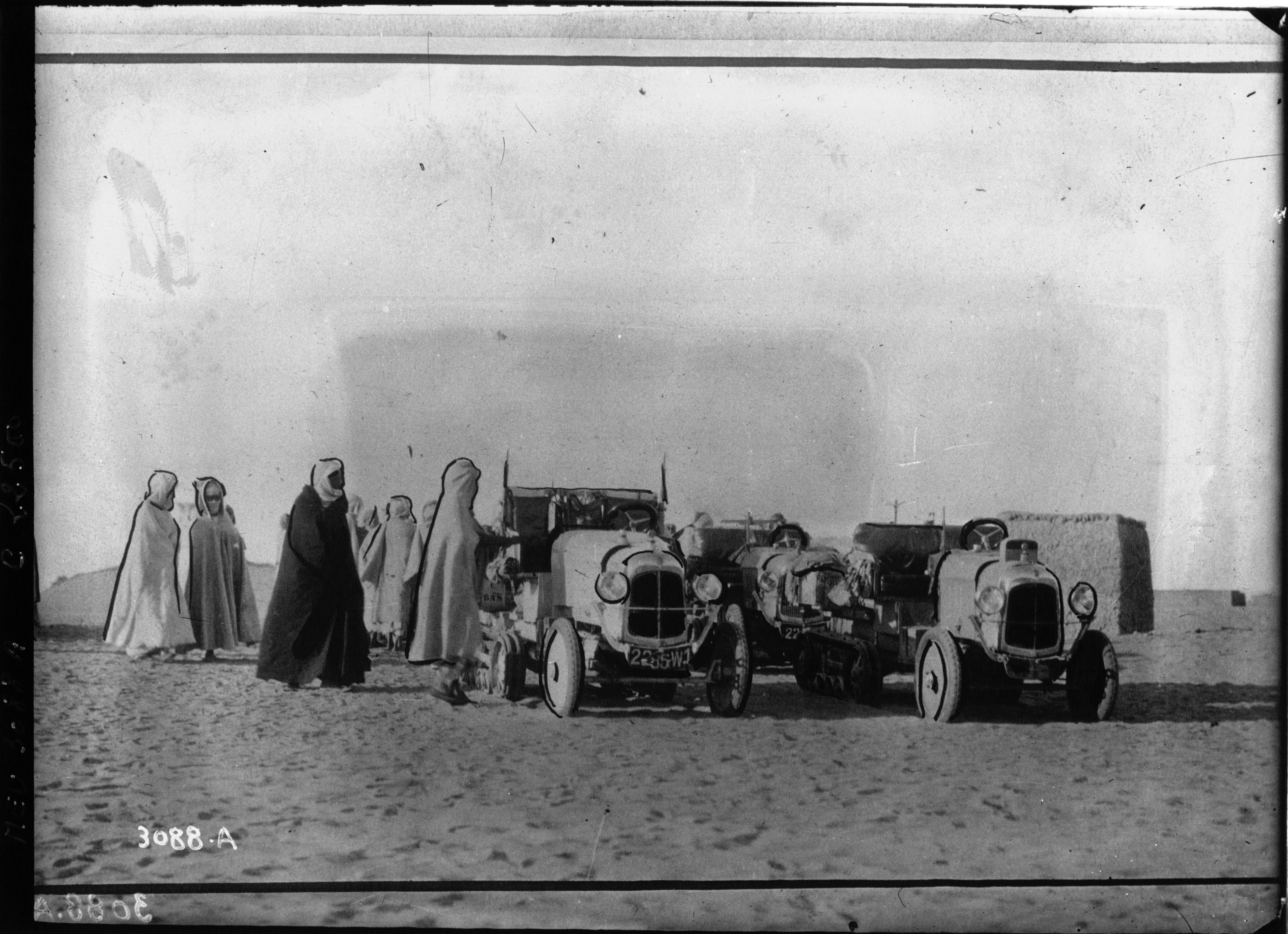
Les autochenilles K1 de la première mission Haardt-Dubreuil à Foggaret Ezzaouia.

Cinq Citroën K1 sont utilisées pour la première Traversée du Sahara en autochenilles (sv), organisée par Georges-Marie Haardt et Louis Audouin-Dubreuil et menée fin 1922-début 1923.
Des K1 sont également utilisées dans les expéditions menées par le prince égyptien Kamal el Dine Hussein (en) en 1923.
Quatre K1 sont utilisées en parallèle des Renault MH de la première mission Gradis en novembre-décembre 1923. Audouin-Dubreuil repart en janvier-février 1924 pour une nouvelle traversée du Sahara avec trois K1.

### Utilisation militaire

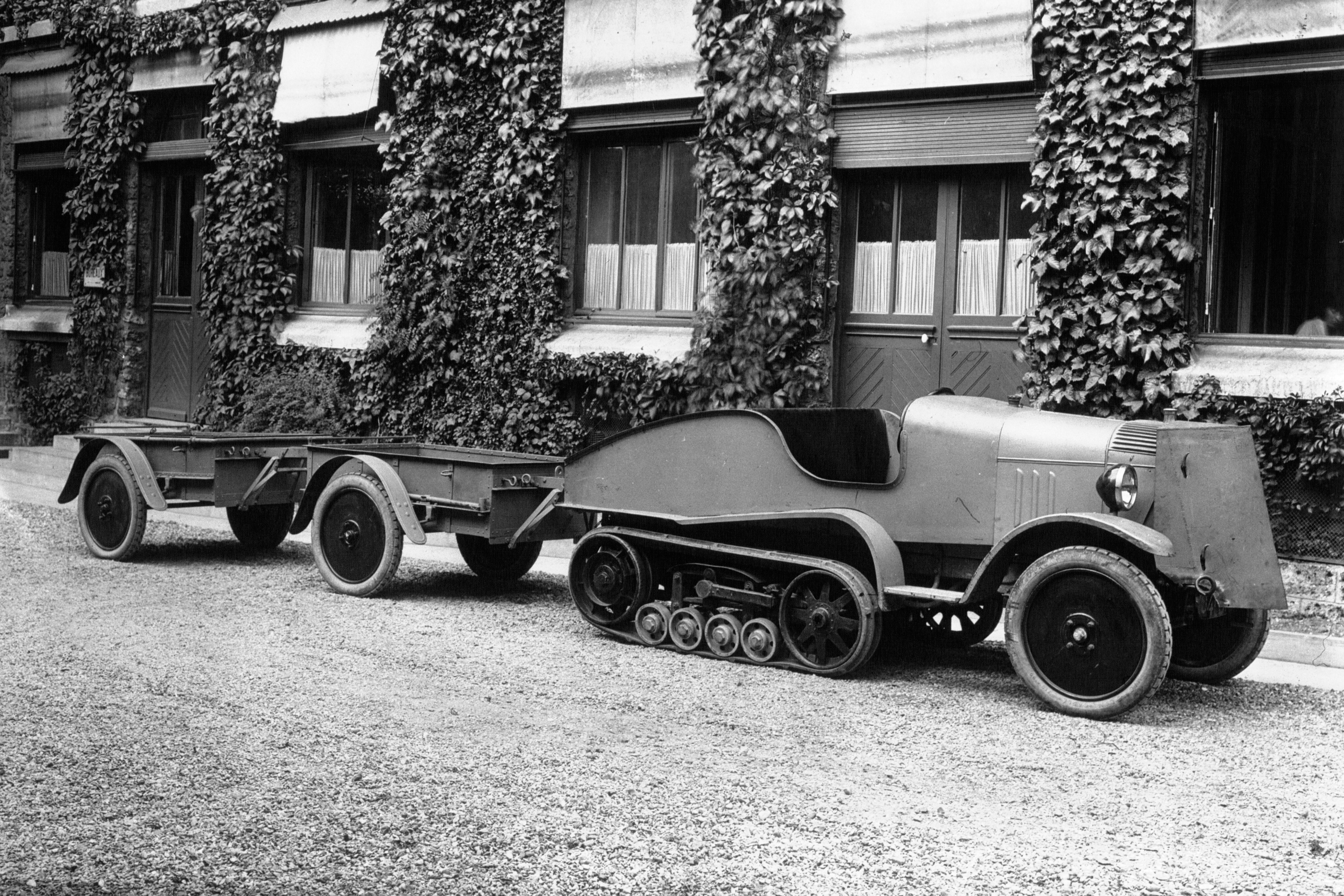
Prototype de tracteur blindé d'infanterie sur châssis P1T.

La P1T est testée par l'Armée française début 1922. Elle commande plusieurs dizaines d'exemplaires. Ils sont principalement utilisés comme véhicules de liaison tout-terrain. En 1923-1924, l'Armée teste également au Maroc l'emport d'un poste émetteur-récepteur ER13 et de son équipe, répartis en deux voitures P1T,.
Une commande d'une dizaine d'ambulances à empattement de chenilles plus long est passée pour être utilisée dans les Alpes et au Maroc, tandis que l'aéronautique maritime en utilise quelques P1T du modèle standard pour tracter des hydravions. En 1923, l'armée teste un prototype d'« automitrailleuse de complément » sur châssis P1T, avec une caisse entièrement blindée et une tourelle. La série commandée en 1924 (it) utilise le châssis P4T. Deux tracteurs de ravitaillement partiellement blindés sont également testés en 1924.
Les P1T sont utilisées lors de la guerre du Rif en version sanitaire, mais dans les années 1930, elles sont principalement réservées à la formation des équipages. Au total, environ 70 P1T ont été utilisées par l'Armée française.